# Giovanni Battista Villa
Giovanni Battista Villa (Genova, 29 aprile 1832 – Genova, 3 agosto 1899) è stato uno scultore italiano.

## Biografia
Nato a Genova da famiglia umile, studiò presso i Padri Scolopi. Iniziò a lavorare in giovane età con gli scultori Giambattista Drago, Carlo Rubatto e Santo Varni e dopo i primi studi si iscrisse all'Accademia ligustica di belle arti. Nel 1858 vinse la medaglia d'oro come premio per un nudo in gesso, poi realizzato in marmo su commissione del marchese Filippo Ala Ponzone. L'opera venne poi presentata all'esposizione della società promotrice di belle arti genovese del 1863, alla quale Villa aveva già partecipato nel 1854 e nel 1852.
Nel 1859 si arruolò nella seconda guerra d'indipendenza. In questo periodo realizzò due monumenti per il generale Luigi Federico Menabrea, oltre a diverse litografie raffiguranti soggetti militari, realizzate tra il 1861 e il 1864. 
Nel 1866, dopo aver lasciato l'esercito, riprese pienamente l'attività scultorea e realizzò diverse opere funerarie come il cippo per Giacomo Chiappa e quello per Pier Antonio Assereto nel cimitero monumentale di Staglieno. Negli anni successivi si dedicò quasi completamente all'arte funeraria, realizzando oltre quaranta opere tra stele e monumenti, tra cui quello per i marchesi Serra nel 1867 terminato sei anni dopo, raffigurante le Tre Marie al Sepolcro e molti altri che gli furono commissionati dall'alta borghesia genovese e torinese, poi esposti in diverse chiese e santuari: presso il Santuario della Madonna delle Grazie di Voltri, nella Basilica di Santa Maria Assunta di Carignano e nel Pio Ricovero Martinez di Genova. 
Dal 1878 al 1896 tornò a Staglieno, dove realizzò le tombe di Raffaele Pienovi, di Antonio Montanaro e quella di Cristoforo Tomati, collocata a Staglieno nel 1881. Per quest'ultima ricevette apprezzamenti da importanti personalità dell'epoca (tra cui Giuseppe Verdi, Arrigo Boito e Luigi Mussini), ed è considerata come una delle sue opere più prestigiose.
Queste opere ispirarono numerosi poeti e letterati dell'epoca, che dedicarono ad esse diversi componimenti. 

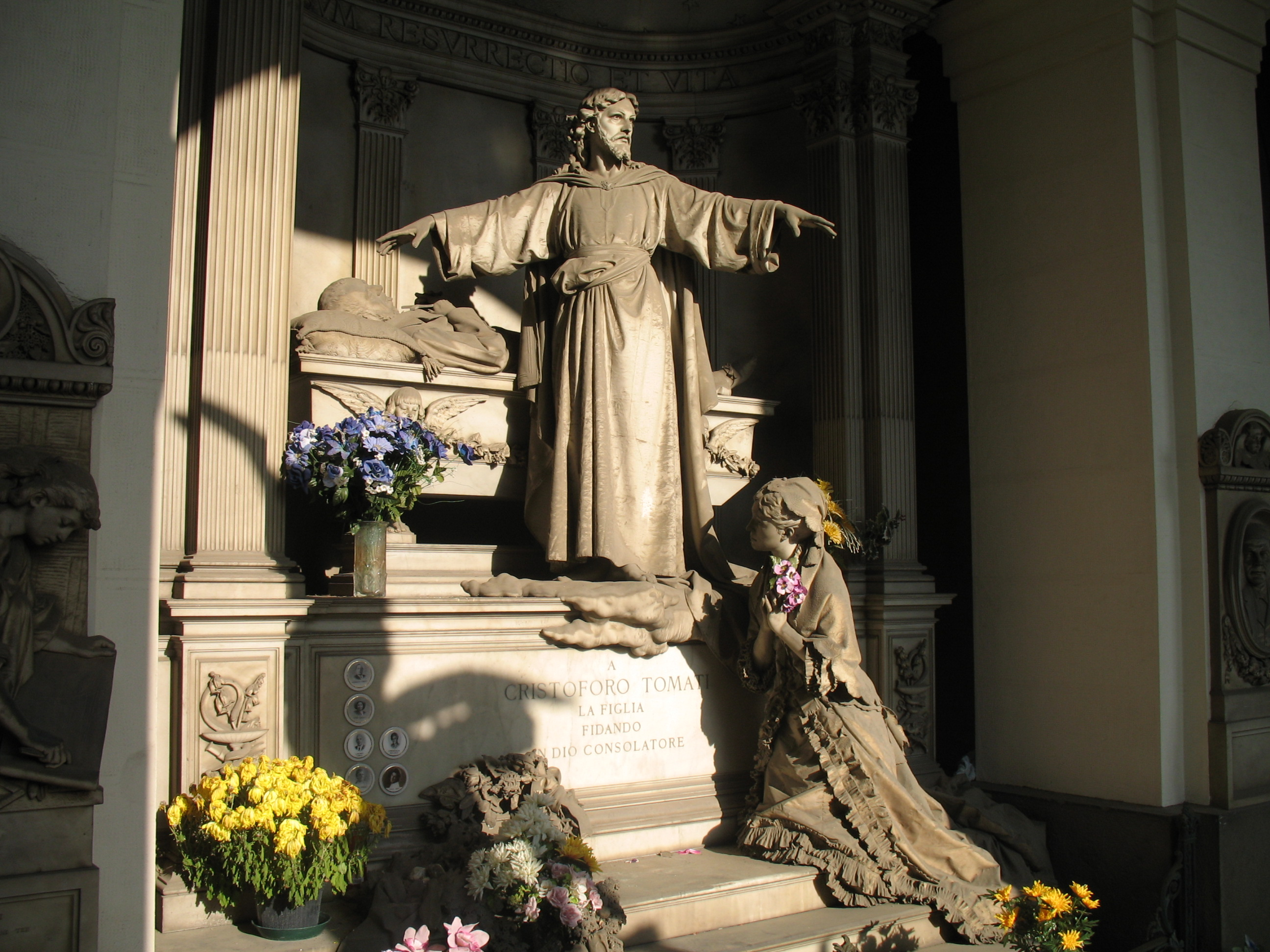
Tomba di Cristoforo Tomati

Negli anni successivi realizzò altre opere in diversi cimiteri italiani e fu attivo anche all'estero, in particolare a Parigi, Barcellona, Biarritz, a Bombay, in Sudamerica e in Argentina. Nel 1880 e nel 1884 partecipò alla Nazionale di Torino e nel 1881 a quella di Milano. Altre sue opere sono collocate presso la Collegiata di San Giovanni Battista a Finale Ligure e alla Basilica di Santa Maria Immacolata di Genova.
Morì a Genova nel 1899, dopo una lunga malattia.